# Kakanj (Kistanje)
Kakanj je naselje Općine Kistanje u Šibensko-kninskoj županiji. 

## Zemljopis
Nalazi se oko 10 kilometara jugozapadno od Kistanja.

## Povijest
Kakanj se od 1991. do 1995. godine nalazio pod srpskom okupacijom.

## Stanovništvo
Prema popisu iz 2011. naselje je imalo 49 stanovnika.
| broj stanovnika |       |       |       |       |       |       | 200   | 219   | 253   | 265   | 261   | 234   | 213   | 192   | 33    | 49    | 32    |
|                 | 1857. | 1869. | 1880. | 1890. | 1900. | 1910. | 1921. | 1931. | 1948. | 1953. | 1961. | 1971. | 1981. | 1991. | 2001. | 2011. | 2021. |

## Poznate osobe
- Ratko Gajica, zastupnik srpske nacionalne manjine u Hrvatskom saboru